# Ilan Gilon
Ilan Gilon (en hebreo: אילן גילאון), (Galați, 12 de mayo de 1956 - Ramat Gan, 1 de mayo de 2022) fue un político socialista israelí, miembro de la Knéset (parlamento) entre 1999 y 2003 y en 2009.

## Biografía
A los siete meses de edad Gilon sufrió poliomielitis, quedando con secuelas en una de sus piernas. Emigró a Israel a los 9 años junto a su familia y estudió Ciencias Políticas y Relaciones Internacionales en la Universidad Hebrea de Jerusalén, sin completar sus estudios. Durante su juventud, dirigió el Hashomer Hatzair, grupo juvenil ligado al partido Mapam.
Entre 1993 y 1999 fue intendente de Ashdod. Para las elecciones de 1999 para la Kneset, Gilon se colocó octavo en la lista de Meretz, logrando su banca, cuando el partido ganó 10 escaños. 
Para las elecciones del año 2003 fue el séptimo en la lista, pero perdió su asiento al ingresar sólo 6 diputados por el Meretz. En el año 2006 fue octavo en la lista, pero el bloque se redujo a 5 miembros.
Para las elecciones legislativas previstas para el año 2009 ganó las internas el 14 de diciembre de 2008, obteniendo el segundo lugar en la lista.